# Selania acquiescens
Selania acquiescens är en fjärilsart som beskrevs av Diakonoff 1976. Selania acquiescens ingår i släktet Selania och familjen vecklare. Inga underarter finns listade i Catalogue of Life.